# استیلینگفلیت
استیلینگفلیت (به انگلیسی: Stillingfleet) یک روستا و محله مدنی در بریتانیا است که در Selby واقع شده‌است. استیلینگفلیت ۴۰۵ نفر جمعیت دارد.